# Stora Bogskär
För skäret med samma namn vid havsfyren, se Bogskär.
Stora Bogskär är en ö i Åland (Finland). Den ligger i Skärgårdshavet och i kommunen Sottunga i landskapet Åland, i den sydvästra delen av landet. Ön ligger omkring 54 kilometer öster om Mariehamn och omkring 220 kilometer väster om Helsingfors.
Öns area är 15,7 hektar och dess största längd är 0,7 kilometer i sydväst-nordöstlig riktning.